# Titanotrichum oldhamii
Titanotrichum oldhamii ist die einzige Art der monotypischen Pflanzengattung Titanotrichum und bildet alleine die Tribus Titanotricheae innerhalb der Familie der Gesneriengewächse (Gesneriaceae).

## Beschreibung

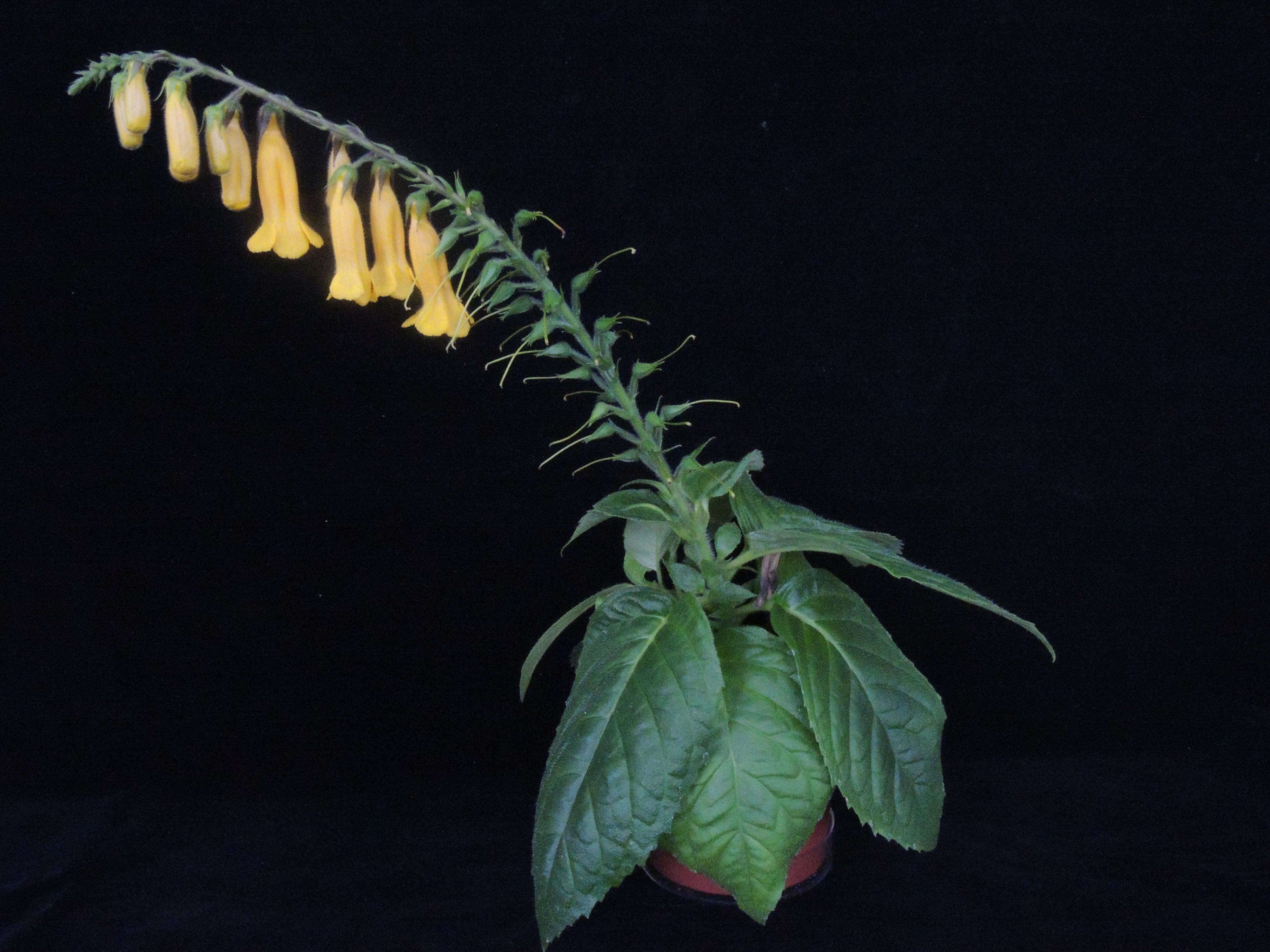
Habitus, Laubblätter und Blütenstand

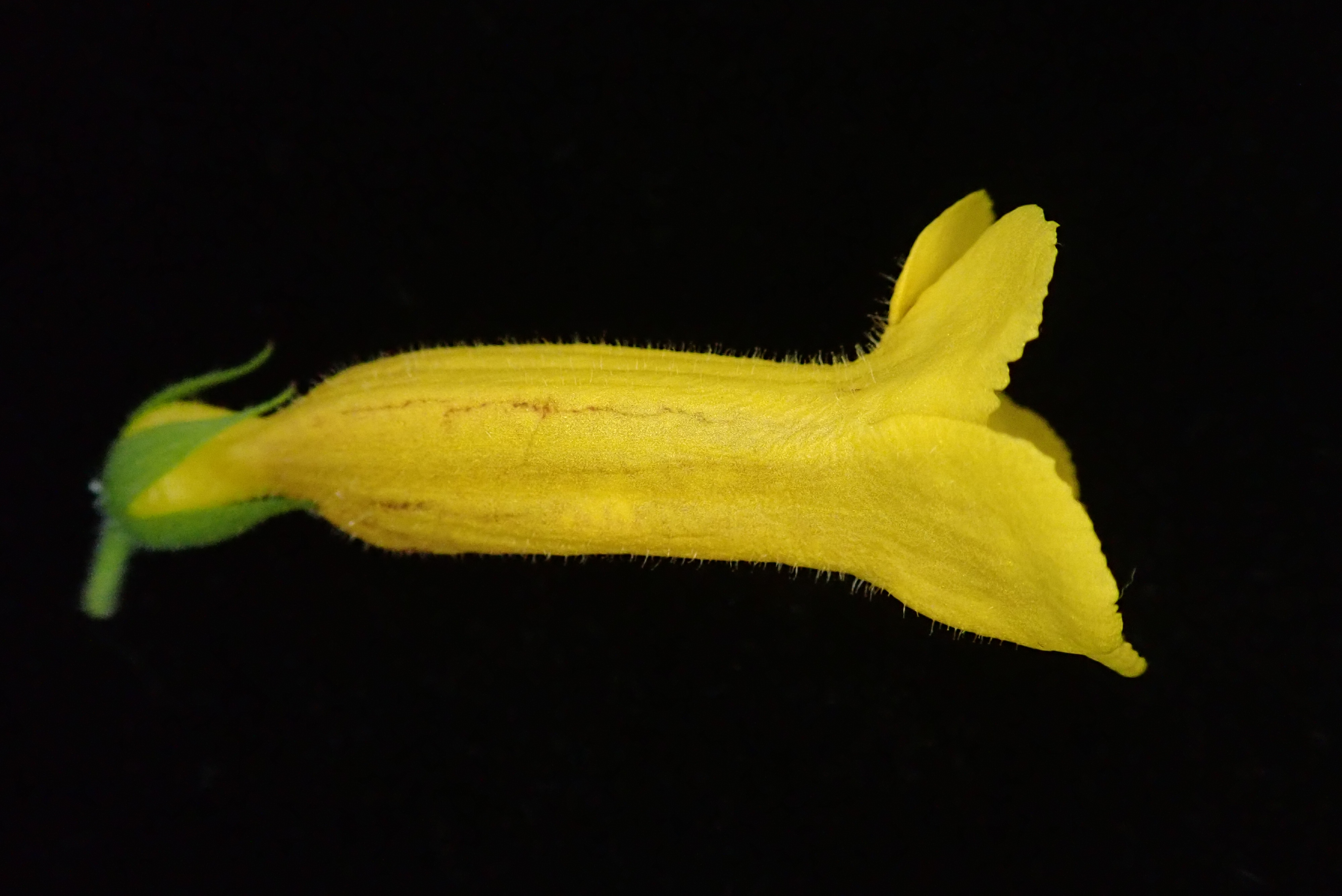
Zygomorphe Blüten von der Seite, gut zu erkennen sind die grünen Kelchblätter und die gelbe Krone

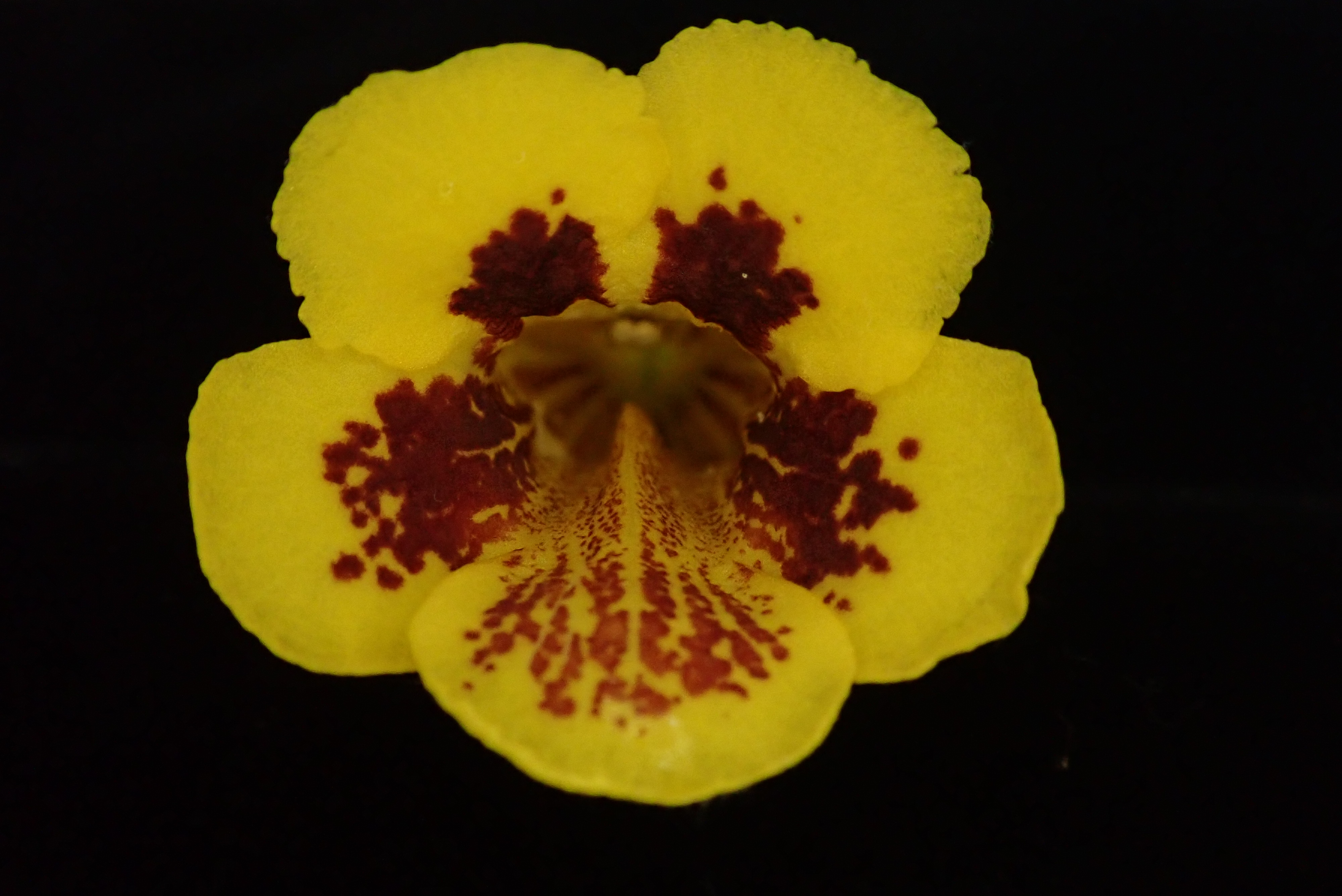
Zygomorphe Blüte, Vorderansicht

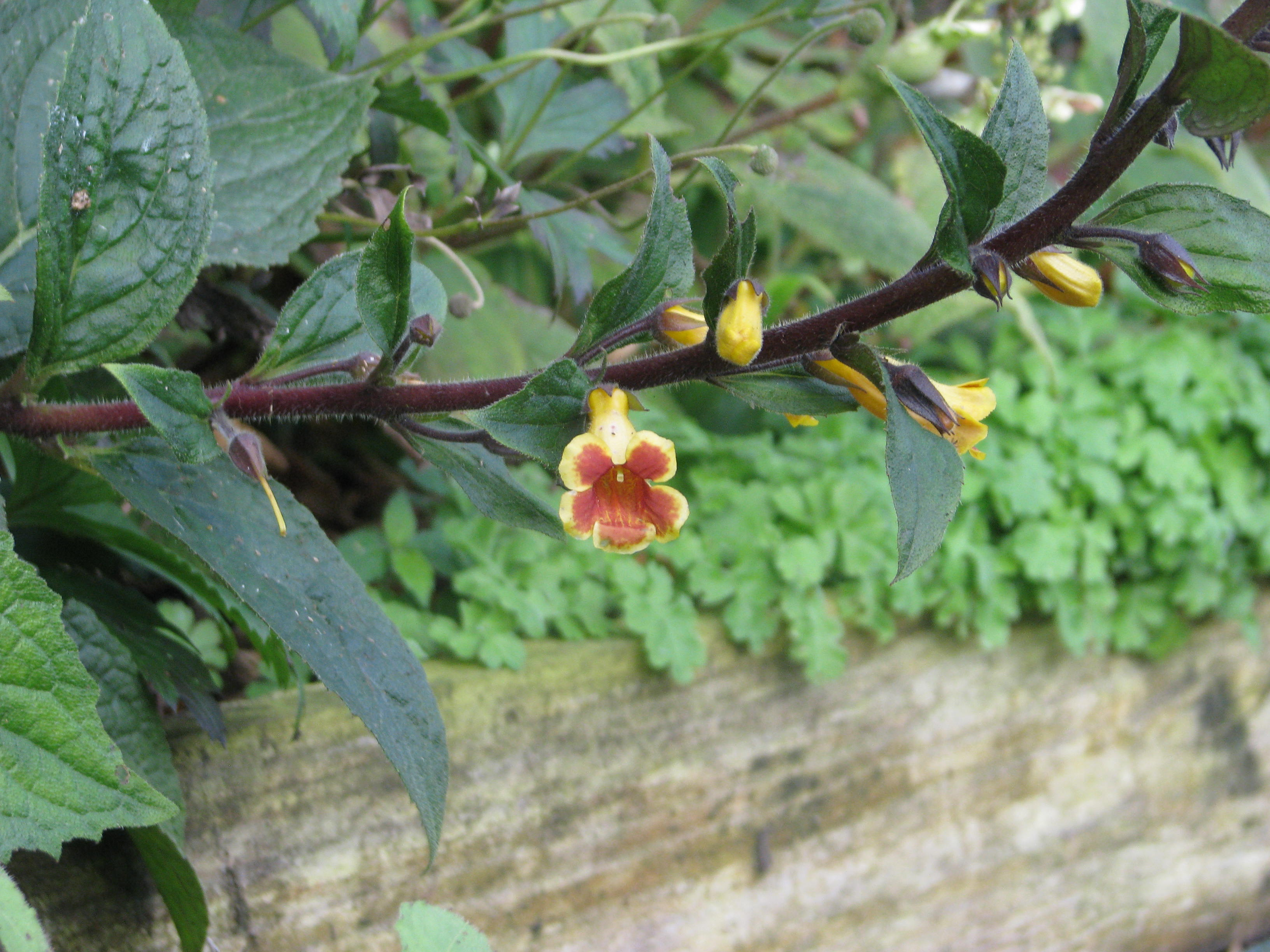
Stängel, Laubblätter und gestielte Blüten

### Erscheinungsbild und Blatt
Titanotrichum oldhamii wächst terrestrisch als immergrüne, ausdauernde, krautige Pflanze. Sie bildet ein Rhizom mit fleischigen Schuppen aus. Der einfache, unverzweigte Stängel ist 20 bis 50 Zentimeter lang und anfangs fein behaart, später verkahlend. Es werden zusätzlich Bulbillen zur vegetativen Vermehrung gebildet.
Die wenigen Laubblätter sind meist gegenständig am Stängel verteilt, die obersten wechselständig angeordnet und in Blattstiel sowie Blattspreite gegliedert. Die Laubblätter eines Paares sind oft ungleich. Der Blattstiel ist 0,3 bis 6,5 Zentimeter lang. Die einfache Blattspreite ist bei einer Länge von selten 2,5 bis meist 10 bis zu 27 Zentimetern sowie einer Breite von selten 1,2 bis meist 4,5 bis zu 12,5 Zentimetern elliptisch bis eiförmig oder mit schiefer, ungleichseitiger, verschmälerter bis gerundeter Spreitenbasis und spitzem bis zugespitztem oberen Ende. Der Blattrand ist wellig bis grob doppelt gesägt oder gezähnt. Die Blattflächen sind angedrückt fein bis rau behaart.

### Blütenstand und Blüte
Die Blütezeit reicht in China und Taiwan von Juli bis November. Nur bei Titanotrichum oldhamii liegt als einziger Art innerhalb der Familie Gesneriaceae ein echter traubiger Blütenstand vor. Der pseudo-endständige, traubige Blütenstand ist oft verzweigt. Die Blütenstandsachsen sind fein behaart. Im Blütenstand befinden sich locker angeordnet wenige bis meist viele Blüten. Wechselständig angeordnet, jeweils unter jeder Blüte befindet sich ein Deckblatt. Das Deckblatt bei einer Länge von selten 2 bis meist 5 bis 10 Millimetern lanzettlich bis linealisch.
Die zwittrigen Blüten sind fünfzählig mit doppelter Blütenhülle. Der Blütenkelch ist radiärsymmetrisch. Die fünf gleichen, freien Kelchblätter sind bei einer Länge von 7 bis 13 Millimetern lanzettlich bis schmal-dreieckig. Die Blütenkrone ist insgesamt gelb, aber die Innenseite ist von den Kronlappen bis zum Schlund purpurfarben gefleckt. Die fünf innen kahlen, 3 bis 4,5 Zentimeter langen Kronblätter sind zu einer zygomorphen Blütenkrone verwachsen. Die fast röhrige bis trichterförmig-röhrige Kronröhre ist mit einer Länge von 2,6 bis 3,7 Zentimetern länger als der Kronsaum und weist auf ganzer Länge einen Durchmesser von 0,9 bis 1,6 Millimetern auf. Entsprechend der Beschreibung in der Flora of China soll die Kronröhre in keinem Bereich verdickt sein. Die Blütenkrone ist zweilippig. Die Kronoberlippe ist nur etwas kürzer als die Kronunterlippe. Die Kronoberlippe ist 4,5 bis 6 Millimeter lang sowie etwa 5 Millimeter breit und endet in zwei Kronlappen. Die Kronunterlippe ist 6 bis 8 Millimeter lang sowie etwa 8 Millimeter breit und endet in drei fast gleichen bis ungleichen Kronlappen mit gerundeten oberen Enden.
Es sind vier fertile Staubblätter vorhanden; sie überragen die Kronröhre nicht. Die auf der Innenseite nahe der Basis der Kronröhre inserierten, kahlen Staubfäden sind 2,2 bis 2,7 Zentimeter lang. Die Staubbeutel sind basifix. Die parallelen, nicht gespreizten Theken öffnen sich mit einem Längsschlitz. Das einzige im oberen Bereich der Kronröhre inserierte Staminodium ist mit einer Länge von etwa 0,5 Millimetern relativ klein. Der Nektardiskus ist ringförmig. Der Stempel ist 2 bis 3 Zentimeter lang. Der oberständige, einkammerige Fruchtknoten ist eiförmig und dicht angedrückt, fein flaumig behaart. Es sind zwei parietale, zweigabelige, nach innen ragende Plazenten vorhanden. Der kahle Griffel ist 1,8 bis 2,8 Zentimeter lang. Bei der zweilappigen Narbe ist von den ungleichen Narbenlappen die obere bei einer Länge von 0,4 bis 0,8 Millimetern relativ klein, ungeteilt sowie dreieckig bis fast kreisförmig, die untere ist bei einer Länge von etwa 1,2 Millimeter schmal verkehrt-dreieckig bis zungenförmig und endet zweilappig bis ausgerandet.

### Frucht und Samen
Die gerade auf dem Fruchtstiel stehende Kapselfrucht ist bei einer Länge von 6 bis 8 Millimetern sowie einem Durchmesser von 3 bis 5,5 Millimetern eiförmig und ist etwa gleich lang wie der beständige Kelch. Die Kapselfrucht öffnet sich bis zu ihrer Basis fachspaltig = lokulizid und die vier Fruchtklappen bleiben gerade, verdrehen sich also nicht. Die Samen von Titanotrichum oldhamii besitzen, als Besonderheit in der Familie Gesneriaceae, Anhängsel an ihren beiden Enden, die schuppenförmig sowie häutig sind.

## Ökologie
Titanotrichum oldhamii ist selbststeril. In Kultur gab es lange Zeit nur Exemplare, die von einer einzigen Population stammen. Deshalb konnte es zu keiner Befruchtung kommen und die Vermehrung erfolgte vegetativ. Es war also nur ein einziger Klon in Kultur. Als man aus anderen Fundgebieten Exemplare zur Verfügung hatte, erfolgte eine Befruchtung und Samenbildung.

## Vorkommen
Titanotrichum oldhamii kommt in der östlichen chinesischen Provinz Fujian, in Taiwan und auf südlichen japanischen Inseln einschließlich der Ryūkyū-Inseln vor. Die Fundorte sind deutlich voneinander isoliert und deshalb besteht die Gefahr, dass die Art in der Natur ausstirbt.
Titanotrichum oldhamii gedeiht in schattigen Tälern in Höhenlagen von 100 bis 1200 Metern. Ihre Habitate sind gemäßigte bis subtropische Monsun-Regenwälder.

## Systematik
Die ersten Exemplare dieser Art wurden von Richard Oldham, einem Gärtner der für die Botanischen Gärten Kew Pflanzen sammelte, während seiner Expedition durch das nördliche Taiwan im Jahr 1864 gefunden. Richard Oldham starb jung, noch im gleichen Jahr 1864 an einem Fieber in China.
Die Erstbeschreibung erfolgte 1890 unter dem Namen (Basionym) Rehmannia oldhamii durch William Botting Hemsley in Francis Blackwell Forbes, William Botting Hemsley in Journal of the Linnean Society, Botany, Volume 26, Issue 174, Seite 194. Das Artepitheton oldhamii ehrt Richard Oldham (1837–1864). Das Typusmaterial wurde in Tamsui in Taiwan gesammelt und mit der Herbarnummer Oldham 400 im Herbarium der Royal Botanic Gardens Kew (HT: K) hinterlegt. Die Gattung Titanotrichum wurde 1909 durch Hans Solereder mit der Neukombination zu Titanotrichum oldhamii (Hemsl.) Soler. in Berichte der Deutschen Botanischen Gesellschaft, Band 27, Seite 400 für diese Art aufgestellt. Ein weiteres Synonym für Titanotrichum oldhamii (Hemsl.) Soler. ist Matsumuria oldhamii (Hemsl.) Hemsl. Der botanische Gattungsname Titanotrichum setzt sich zusammen aus den altgriechischen Wörtern τίτανος titanos für „Kalk, Kreide“ und θρίξ thrix für „Haar“, dies bedeutet „mit Kreide bzw. Kalk inkrustierten Haaren dicht besetzt“. Ein Synonym für Titanotrichum Soler. ist Matsumuria Hemsl.
Titanotrichum oldhamii ist die einzige Art der einzigen Gattung Titanotrichum der Tribus Titanotricheae Yamaz. ex W.T.Wang in der Unterfamilie Gesnerioideae innerhalb der Familie Gesneriaceae. Die Tribus Titanotricheae wurde 1990 durch Takasi Yamazaki in Wen Tsai Wang: Flora Reipublicae Popularis Sinicae. Beijing, Volume 69, Seite 577 aufgestellt. Die Gattung Titanotrichum wurde zuerst in die Familie Scrophulariaceae gestellt. Mehrmals war man der Auffassung, dass sie zur Familie Gesneriaceae gehört. Wang et al. (1990, 1992, 1998) stellten die Gattung Titanotrichum alleine in die eigene Tribus Titanotricheae. Es erfolgten morphologische, molekular- und populationsgenetische Untersuchungen von Exemplaren unterschiedlicher Herkünfte, siehe Wang und Cronk 2003 sowie Wang et al. 2004. Diese Daten zeigten, das Titanotrichum eindeutig zur Familie Gesneriaceae gehört. Die Gattung Titanotrichum ist nicht mit den Gattungen der Alten Welt verwandt und deshalb steht sie isoliert in einer eigenen Tribus innerhalb der Unterfamilie Gesnerioideae.

## Ergänzende Literatur
- Z. Y. Li, Y. Z. Wang: Plants of Gesneriaceae in China. Henan Science and Technology Publishing House, Zhengzhou, 2004, S. 1–721.